# نبوریمنو
نبوریمنو (به انگلیسی: Nabu-ri-man-nu)، منابع (به یونانی: Nabourianos)، منابع (به لاتین: Naburianus) ستاره‌شناس و ریاضیدان کلدانی (قرن ششم تا سوم قبل از میلاد) است.
در دومنبع زیر از این ستاره‌شناس یاد شده‌است:
- در کتاب جغرافیا، اثر استرابو، جغرافی دان یونان باستان و از اهالی آماسیا: نبو ریانوس (Nabourianos)
- در انجامه ای آسیب دیده که برای لوحی رُسی منقش به خط میخی در سال ۴۸ - ۴۹ پیش‌از میلاد نوشته شده‌است: نبو [ری] من نو (Nabu-[ri]-man-nu)